# 土家酱香饼

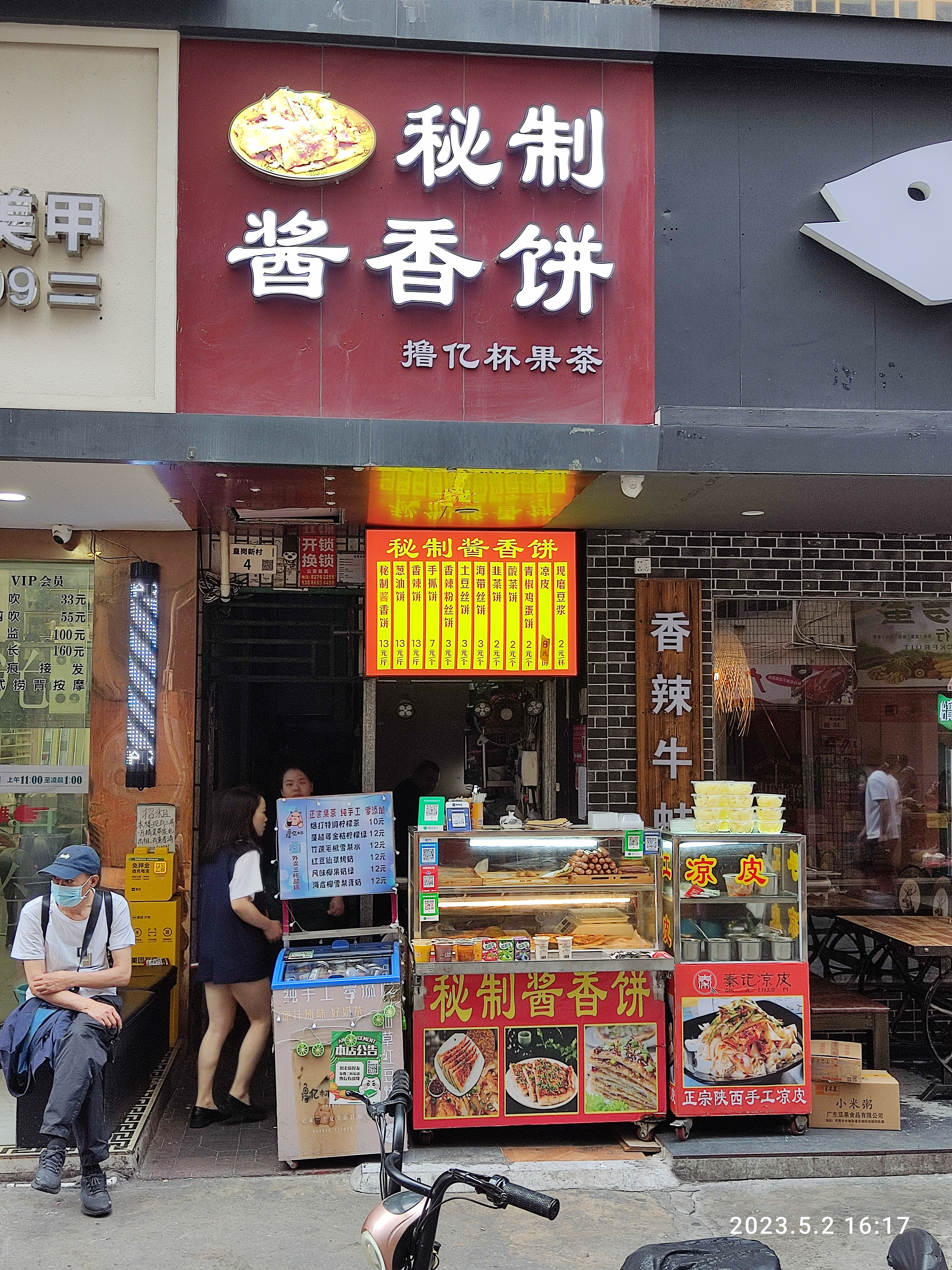
深圳水围村的酱香饼店面

土家酱香饼，又称为酱香饼，香酱饼，湖北酱香饼，恩施酱香饼。
土家酱香饼有“中国披萨”的美誉，它不同于“千层饼”，它是以酱为主的方式让饼变的独特。其口味香，辣，甜，脆，深受各地人民的喜爱。
作为低价格高品质的食物，在全国各地售卖。